# José Lugo Quiñónez
José Reinaldo Lugo Quiñónez (n. San Lorenzo, Ecuador; 31 de marzo de 1993) es un futbolista ecuatoriano. Juega de delantero y su equipo actual es Vinotinto Ecuador de la Serie A de Ecuador.

## Trayectoria
José Lugo comenzó a jugar al fútbol en la división de menores de Deportivo Quito en el 2009 y solo un año después debutaría con el equipo principal, en un partido contra Manta Fútbol Club. Desde ese año es promovido a las reservas de la La Noble Institución, alternando con algunas participaciones con el equipo principal en calidad de juvenil, hasta el año 2012.
En el 2013 forma parte de Alianza del Pailón de la Segunda Categoría de Ecuador.
En el año 2014 es considerado por el técnico Juan Carlos Garay para conformar el equipo principal de Deportivo Quito. Pero al no tener oportunidad de jugar de titular pasa a jugar por Esmeraldas Petrolero de la provincia de Esmeraldas. En el 2016 es transferido a otro equipo de la provincia, el Esmeraldas Sporting Club. En el año 2017 vuelve nuevamente a jugar al Alianza del Pailón. Mientras que al año siguiente es transferido al Brasilia.
En el 2019 es contratado por el Alianza de Guano, donde sería el pilar fundamental en un partido ante el Olmedo de Riobamba por Copa Ecuador, en el cual marcó 3 goles, lo que hizo que su equipo clasificara a los octavos de final de mencionado torneo. Pero el 19 de julio del mismo año es contratado por el Macará por dos temporadas. Sin embargo para la temporada 2020 es fichado por el América de Quito.
En junio de 2021 llega al América de Quito de la Serie B de Ecuador.

## Estadísticas

### Clubes
Actualizado al último partido disputado el 18 de agosto de 2025.
| Club                            | Temporada     | Liga  | Liga  | Copas nacionales | Copas nacionales | Copas internacionales | Copas internacionales | Total | Total |
| Club                            | Temporada     | Part. | Goles | Part.            | Goles            | Part.                 | Goles                 | Part. | Goles |
| ------------------------------- | ------------- | ----- | ----- | ---------------- | ---------------- | --------------------- | --------------------- | ----- | ----- |
| Deportivo Quito · Ecuador       | 2010          | 0     | 0     | -                | -                | 0                     | 0                     | 0     | 0     |
| Deportivo Quito · Ecuador       | 2011          | 1     | 0     | -                | -                | 0                     | 0                     | 1     | 0     |
| Deportivo Quito · Ecuador       | 2012          | 1     | 0     | -                | -                | 0                     | 0                     | 1     | 0     |
| Deportivo Quito · Ecuador       | Total club    | 2     | 0     | 0                | 0                | 0                     | 0                     | 2     | 0     |
| Alianza del Pailón · Ecuador    | 2013          | 6     | 7     | -                | -                | -                     | -                     | 6     | 7     |
| Esmeraldas Petrolero · Ecuador  | 2014          | 19    | 21    | -                | -                | -                     | -                     | 19    | 21    |
| Esmeraldas Petrolero · Ecuador  | 2015          | 13    | 7     | -                | -                | -                     | -                     | 13    | 7     |
| Esmeraldas Petrolero · Ecuador  | Total club    | 32    | 28    | 0                | 0                | 0                     | 0                     | 32    | 28    |
| Esmeraldas S. C. · Ecuador      | 2016          | 2     | 0     | -                | -                | -                     | -                     | 2     | 0     |
| Esmeraldas S. C. · Ecuador      | Total club    | 2     | 0     | 0                | 0                | 0                     | 0                     | 2     | 0     |
| Alianza del Pailón · Ecuador    | 2017          | 9     | 6     | -                | -                | -                     | -                     | 9     | 6     |
| Alianza del Pailón · Ecuador    | Total club    | 15    | 13    | 0                | 0                | 0                     | 0                     | 15    | 13    |
| Brasilia · Ecuador              | 2018          | 18    | 6     | -                | -                | -                     | -                     | 18    | 6     |
| Brasilia · Ecuador              | Total club    | 18    | 6     | 0                | 0                | 0                     | 0                     | 18    | 6     |
| Alianza de Guano · Ecuador      | 2019          | 9     | 13    | 3                | 3                | -                     | -                     | 12    | 16    |
| Alianza de Guano · Ecuador      | Total club    | 9     | 13    | 3                | 3                | 0                     | 0                     | 12    | 16    |
| Macará · Ecuador                | 2019          | 1     | 0     | 0                | 0                | -                     | -                     | 1     | 0     |
| América de Quito · Ecuador      | 2020          | 18    | 8     | 0                | 0                | -                     | -                     | 18    | 8     |
| Macará · Ecuador                | 2021          | 3     | 1     | 0                | 0                | 0                     | 0                     | 3     | 1     |
| Macará · Ecuador                | Total club    | 4     | 1     | 0                | 0                | 0                     | 0                     | 4     | 1     |
| América de Quito · Ecuador      | 2021          | 14    | 8     | 0                | 0                | -                     | -                     | 14    | 8     |
| América de Quito · Ecuador      | Total club    | 32    | 16    | 0                | 0                | 0                     | 0                     | 32    | 16    |
| Independiente Juniors · Ecuador | 2022          | 29    | 9     | 3                | 1                | -                     | -                     | 32    | 10    |
| Independiente Juniors · Ecuador | Total club    | 29    | 9     | 3                | 1                | 0                     | 0                     | 32    | 10    |
| Cuniburo · Ecuador              | 2023          | 34    | 14    | 0                | 0                | -                     | -                     | 34    | 14    |
| Cuniburo · Ecuador              | 2024          | 33    | 21    | 3                | 3                | -                     | -                     | 36    | 24    |
| Cuniburo · Ecuador              | Total club    | 67    | 35    | 3                | 3                | 0                     | 0                     | 70    | 38    |
| Vinotinto Ecuador · Ecuador     | 2025          | 16    | 1     | 0                | 0                | -                     | -                     | 16    | 1     |
| Vinotinto Ecuador · Ecuador     | Total club    | 16    | 1     | 0                | 0                | 0                     | 0                     | 16    | 1     |
| Total carrera                   | Total carrera | 226   | 122   | 9                | 7                | 0                     | 0                     | 235   | 129   |
| 1.                              |               |       |       |                  |                  |                       |                       |       |       |

## Palmarés

### Torneos nacionales
| Título             | Club            | País    | Año  |
| ------------------ | --------------- | ------- | ---- |
| Serie A de Ecuador | Deportivo Quito | Ecuador | 2011 |
| Serie B de Ecuador | Cuniburo        | Ecuador | 2024 |